# Ludvig og lidenskaben
Ludvig og lidenskaben er en film instrueret af Ulla Boye.

## Handling
Ludvig er 69 år og lever alene, men længes efter en kvinde at dele resten af livet med. Han elsker at danse, og på Fåborg-Gelting-færgen er der dans hver lørdag. Men hans liv har også rummet en anden lidenskab, der tog magten fra ham.